# John Latham (prirodoslovec)
John Latham, FRS, angleški zdravnik in prirodoslovec, * 27. junij 1740, Eltham, Anglija, † 4. februar 1837, Winchester.
Proslavil se je predvsem kot eden najpomembnejših ornitologov svojega časa, ki je prvi znanstveno opisal najvidnejše predstavnike avstralske favne ptičev, pri čemer pa je deloval predvsem kot zbiratelj in ni opravljal samostojnih terenskih raziskav.

## Življenje in delo
Rodil se je v vasici Eltham v Kentu na jugovhzodu Anglije v družini uglednega zdravnika. Tudi sam je šel po očetovih stopinjah in se šolal za zdravnika v različnih bolnišnicah v Londonu, anatomijo pa je študiral tudi pri slovitemu kirurgu Johnu Hunterju. Kasneje je ustanovil ordinacijo v vasi Darenth blizu Dartforda v Kentu.
12. septembra 1763 se je poročil z Ann Porter iz Bexleyja. Imela sta štiri otroke, dva od katerih sta umrla kmalu po rojstvu. Sin John (1769–1822) je postal podjetnik, hči Ann (1772–1835) pa se je pred poroko uveljavila kot ilustratorka. Njeni sinovi in vnuki (vnuki in pravnuki Johna Lathama st.) so kasneje postali ugledni zdravniki, učitelji in politiki.
Z uspešno zdravniško prakso je John Latham sčasoma postal precej premožen, zato se je lahko aktivneje lotil svojih drugih zanimanj, predvsem ptičev in fosilov. Vzpostavil je obširno korespondenco z ostalimi vodilnimi angleškimi prirodoslovci, kot so bili Thomas Pennant, Ashton Lever, Joseph Banks in James Edward Smith. To je bil čas odprave Jamesa Cooka in začetkov naseljevanja Avstralije, ko so pomorščaki v domovino prinašali številne vzorce eksotičnih živali iz novo raziskanih ozemelj. Na račun poznanstev je lahko Latham preučil praktično ves material, ki je prišel v Anglijo. Napisal je več člankov in bil leta 1775 izvoljen za člana Kraljeve družbe.
V letih 1781 do 1785 je izdal svoj pregled sistematike ptičev v delu A General Synopsis of Birds v treh zvezkih z več kot sto  barvnimi polami lastnih ilustracij in dodatkoma v letih 1787 in 1801. Vanj je vključil Linnejeve in Buffonove opise ter svoja dognanja in razdelil priče na »kopenske« in »vodne«. Sledil je Linnejevemu sistemu, vendar v tem delu še ni dal novim vrstam znanstvenih imen in opisov v latinščini, kot je bila navada, to je na podlagi njegovih opisov storil Johann Friedrich Gmelin v svoji razširjeni izdaji Linnejeve knjige Systema naturae (1788–1789) ter tako prevzel formalno avtorstvo teh taksonov.
Leta 1788 je z nekaj drugimi prirodoslovci ustanovil Linnejevo društvo. Leta 1796 se je upokojil in preselil v kraj Romsey, kjer je kupil hišo in se namenil povsem posvetiti konjičkom. Vendar pa so to obdobje zasenčile družinske težave. Sin je zabredel v velike dolgove, pogosto si je sposojal denar pri očetu, ki je bil tudi porok za njegova druga posojila, zato je John Latham st. izgubil večino premoženja. Že pred selitvijo v Romsey je moral prodati velik del zbirke. Dodatna tragedija ga je doletela januarja 1798, ko je umrla njegova prva žena, še istega leta se je nato poročil drugič, tokrat z Ann Delamott iz Ealinga.
Leta 1801 je izšel drugi dodatek k njegovem A General Synopsis of Birds in delo v latinščini Supplementum indicis ornithologici sive systematis ornithologiae. V njih je dal svojim opisom tudi znanstvena imena, znana sta predvsem po najzgodnejših znanstvenih opisih številnih znanih avstralskih ptic, kot so emu, repati orel in navadni lirorepec.
Leta 1819 je moral zaradi sinovih dolgov prodati hišo in se z ženo preseliti k hčeri in njenemu možu v Winchester. Da bi si finančno opomogel, je ustvaril svoje drugo glavno delo, še obširnejši pregled sistematike ptic z naslovom A General History of Birds, ki je izšlo v letih 1821–1828 v desetih zvezkih z ločenim kazalom. Leta 1821 je umrla tudi njegova druga žena, nato pa je leta 1822 storil samomor še njegov sin, ki je pred tem dokončno bankrotiral. John Latham st. je dočakal visoko starost. Ostal je vitalen do konca, le vid mu je v zadnjih letih opešal, tako da ni mogel več brati. Pokopan je v župnijski cerkvi Romsey Abbey.

## Dela
Svoj prvi članek, z medicinsko tematiko, je objavil leta 1771 v reviji Philosophical Transactions of the Royal Society. Kasneje je napisal še več drugih člankov in tri monografije z dodatki:
- Latham, John (1781–1785). A General Synopsis of Birds. London: Printed for Benj. White. (trije zvezki, vsak v dveh knjigah)
  - Latham, John (1787). Supplement to the General synopsis of birds. London: Leigh & Sotheby.
  - Latham, John (1801). Supplement II to the General synopsis of birds. London: Leigh & Sotheby.
- Latham, John (1790). Index Ornithologicus, Sive Systema Ornithologiae: Complectens Avium Divisionem In Classes, Ordines, Genera, Species, Ipsarumque Varietates (2 Volumes) (v latinščini). London: Leigh & Sotheby.
  - Latham, John (1801). Supplementum indicis ornithologici sive systematis ornithologiae (v latinščini). London: Leigh & Sotheby.
- Latham, John (1821–1828). A General History of Birds. Winchester, England: Jacob and Johnson.  (10 zvezkov + kazalo)